# Eyes Closed (Lied)
Eyes Closed ist ein Lied des britischen Singer-Songwriters Ed Sheeran aus dem Jahr 2023.

## Entstehung und Veröffentlichung
Das Lied wurde vom Interpreten selbst, zusammen mit Fred Gibson (Fred Again), Max Martin und Karl Schuster (Shellback), geschrieben beziehungsweise komponiert. Mit Ausnahme von Sheeran waren alle Autoren auch an der Produktion beteiligt, die zusätzlich von Aaron Dessner unterstützt wurden.
Die Erstveröffentlichung von Eyes Closed erfolgte als Single am 24. März 2023. Am 5. Mai 2023 erschien es als Teil von Sheerans sechsten Studioalbum -, dessen erste Singleauskopplung es ist.

## Musikvideo
Das dazugehörige Musikvideo entstand unter der Regie von Mia Barnes. Bis August 2025 zählte es über 96 Millionen Aufrufe bei YouTube. Das Video wurde für die MTV Video Music Awards 2023 nominiert.

## Kommerzieller Erfolg

### Chartplatzierungen
Eyes Closed stieg am 31. März 2023 auf Rang 13 der deutschen Singlecharts ein, was zugleich die Höchstplatzierung darstellt. Die Single konnte sich 17 Wochen in den Top 100 platzieren, letztmals in der Chartwoche vom 28. Juli 2023. Darüber hinaus konnte sich Eyes Closed fünf Wochen an der Chartspitze der deutschen Airplaycharts platzieren. Am Jahresende belegte das Lied Rang 14 der deutschen Airplay-Jahrescharts.
| ChartsChartplatzierungen       | Höchstplatzierung | Wochen |
| ------------------------------ | ----------------- | ------ |
| Deutschland (GfK)              | 13 (17 Wo.)       | 17     |
| Österreich (Ö3)                | 7 (16 Wo.)        | 16     |
| Schweiz (IFPI)                 | 7 (20 Wo.)        | 20     |
| Vereinigte Staaten (Billboard) | 19 (20 Wo.)       | 20     |
| Vereinigtes Königreich (OCC)   | 1 (22 Wo.)        | 22     |

| ChartsJahrescharts (2023)      | Platzierung |
| ------------------------------ | ----------- |
| Schweiz (IFPI)                 | 67          |
| Vereinigte Staaten (Billboard) | 64          |
| Vereinigtes Königreich (OCC)   | 31          |

### Auszeichnungen für Musikverkäufe
| Land/Region                  | Auszeichnungen für Musikverkäufe (Land/Region, Auszeichnung, Verkäufe) | Verkäufe  |
| ---------------------------- | ---------------------------------------------------------------------- | --------- |
| Australien (ARIA)            | Platin                                                                 | 70.000    |
| Dänemark (IFPI)              | Platin                                                                 | 90.000    |
| Frankreich (SNEP)            | Platin                                                                 | 200.000   |
| Italien (FIMI)               | Platin                                                                 | 100.000   |
| Kanada (MC)                  | 2× Platin                                                              | 160.000   |
| Neuseeland (RMNZ)            | Gold                                                                   | 15.000    |
| Österreich (IFPI)            | Platin                                                                 | 30.000    |
| Polen (ZPAV)                 | Platin                                                                 | 50.000    |
| Schweden (IFPI)              | Platin                                                                 | 80.000    |
| Schweiz (IFPI)               | Platin                                                                 | 20.000    |
| Spanien (Promusicae)         | Gold                                                                   | 30.000    |
| Vereinigtes Königreich (BPI) | Platin                                                                 | 600.000   |
| Insgesamt                    | 2× Gold · 11× Platin ·                                                 | 1.445.000 |

Hauptartikel: Ed Sheeran/Auszeichnungen für Musikverkäufe